# رامون غونزاليس أريتا
رامون غونزاليس أريّتا (بالإسبانية: Ramón González Arrieta)‏ هو دراج إسباني، ولد في 12 مايو 1967 في بلباو في إسبانيا.

## وصلات خارجية
- رامون غونزاليس أريتا على موقع أرشيف الدراجات (الإنجليزية)
- رامون غونزاليس أريتا على موقع إحصائيات الدراجات الإحترافية (الإنجليزية)
- رامون غونزاليس أريتا على موقع نسبة الدراجات (الإنجليزية)